# Гинзбург, Антон Гилиарович
Антон Гилиарович Гинзбург (18 сентября 1930 — 19 июля 2002) — советский и российский пианист. В некоторых случаях использовал для записей и выступлений псевдоним Антон Осетров. Заслуженный артист Российской Федерации (1996).

## Биография
Окончил Центральную музыкальную школу (1948) по классу Ховен Е. П. и Московскую консерваторию (1953) по классу Генриха Нейгауза. В 1957 г. стал одним из победителей международного конкурса пианистов в рамках фестиваля «Пражская весна».
Выступал и записывался как солист, однако в наибольшей степени известен ансамблевой игрой с виолончелистами Даниилом Шафраном и Михаилом Хомицером и скрипачом Игорем Ойстрахом. Как указывают музыковеды Я. Платек и Л. Григорьев, «критики неоднократно подчеркивали творческую инициативность и музыкальность А. Гинзбурга, его разнообразную техническую оснащённость, выразительность звуковой палитры, темперамент».
Похоронен на Востряковском кладбище.